# 大陵四
大陵四，即英仙座κ（κ Persei），是一个位于英仙座的三合星系统，距离地球约112光年，视星等为3.8。
大陵四主星是一颗K0型巨星，它和一个伴星组成光谱联星系统，另外一颗伴星围绕这个系统旋转。